# NTT東日本-山梨

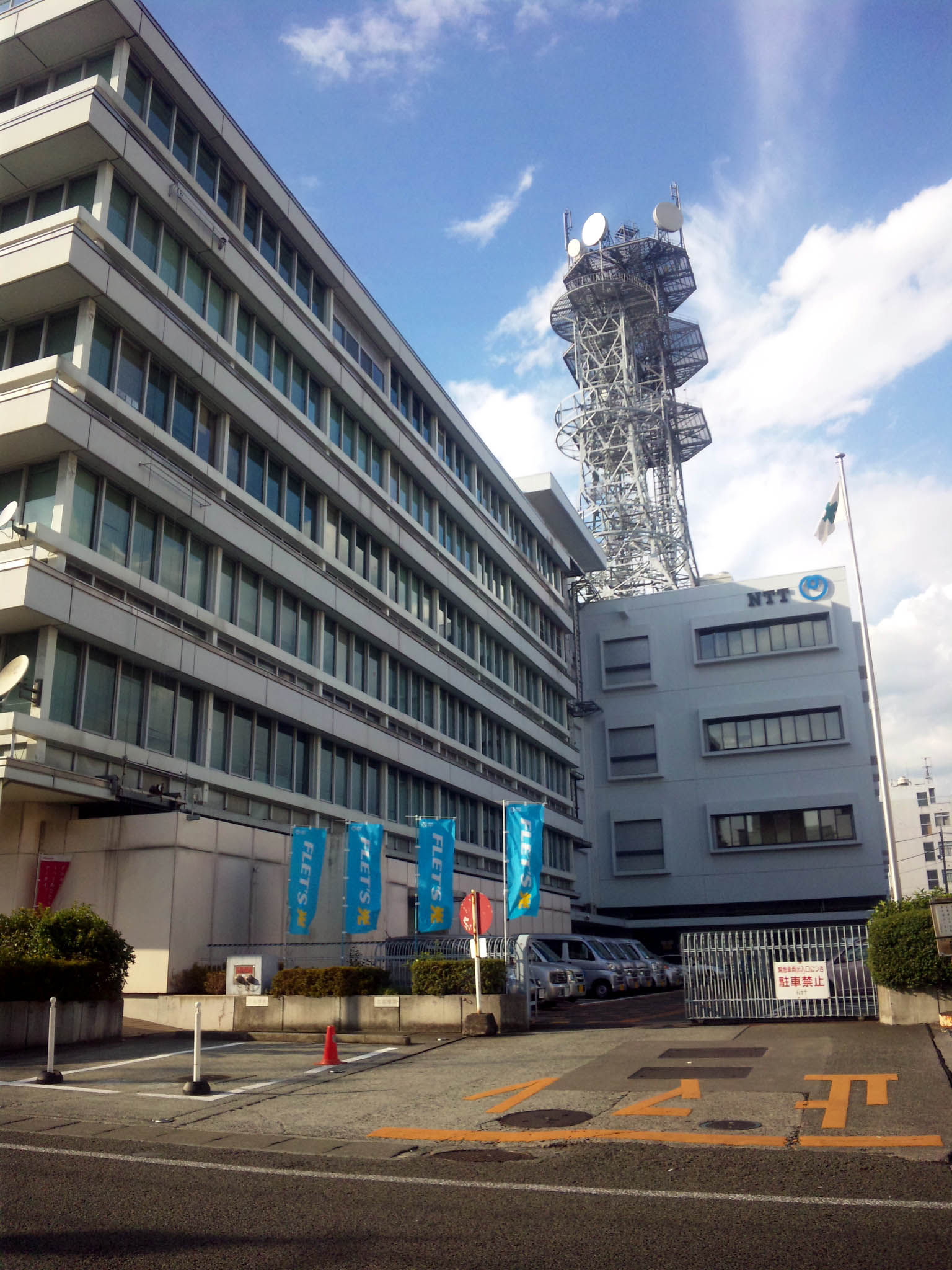
甲府営業所

株式会社NTT東日本-山梨（エヌティティひがしにほん-やまなし）は、かつて存在したNTT東日本株式会社（NTT東日本）の山梨支店が担当していた業務をアウトソーシングした都道県域会社のうちの1社である。
2014年7月1日に、株式会社NTT東日本-神奈川、株式会社NTT東日本-千葉、株式会社NTT東日本-茨城、株式会社NTT東日本ソリューションズとともに、株式会社NTT東日本-東京に吸収合併され、株式会社NTT東日本-南関東となった。

## 概要
主な業務はNTT東日本の山梨県における営業、設備保守活動、コールセンター業務、その他各種受託業務が中心となるが、ドコモショップやパソコン教室の運営なども行っていた。

## 沿革
- 2002年5月1日 日本電信電話株式会社（NTT）、NTT東日本およびNTT西日本株式会社（NTT西日本）が公表した「NTT東西の構造改革について」（2001年11月22日公表）に基づき、NTT東日本山梨支店管内に、株式会社エヌ・ティ・ティ サービス山梨（営業系）、株式会社エヌ・ティ・ティ エムイー山梨（設備系）及び株式会社エヌ・ティ・ティ・ビジネスアソシエ山梨（共通系）のアウトソーシング会社3社が設立[1][2]。
- 2005年7月1日 株式会社NTTサービス山梨、株式会社NTTエムイー山梨及び株式会社NTTビジネスアソシエ山梨が統合して、株式会社NTT東日本-山梨となる[3]。
- 2014年7月1日 株式会社NTT東日本-神奈川、株式会社NTT東日本-千葉、株式会社NTT東日本-茨城、株式会社NTT東日本ソリューションズとともに、株式会社NTT東日本-東京に吸収合併され、株式会社NTT東日本-南関東に商号変更[4][5]。

## 業務内容
- 法人・SOHO、在宅向けの情報通信機器、ネットワークサービス、システムソリューション
- 各種商品等に関する注文受付(116等)、コンサルティング及び販売業務
- 電話料金、商品代金等の支払い請求及び料金回収業務
- 公衆電話の設置、及び手数料等の支払い事務
- 電気通信設備等の構築、工事、管理、保守等業務
- 故障受付(113)・修理業務
- 携帯電話販売
- パソコン教室
- その他人材派遣

## 営業所
- 甲　府 - 山梨県甲府市中央二丁目12番18号
- 朝　気 - 山梨県甲府市朝気三丁目21番15号
- 塩　部 - 山梨県甲府市塩部四丁目2番11号
- 竜　王 - 山梨県甲斐市富竹新田1764-5
- 東山梨 - 山梨県山梨市小原西109
- 富士吉田 - 山梨県富士吉田市下吉田1865-3